# Neodillenia peruviana
Neodillenia peruviana är en tvåhjärtbladig växtart som beskrevs av G.A. Aymard C. Neodillenia peruviana ingår i släktet Neodillenia och familjen Dilleniaceae. Inga underarter finns listade i Catalogue of Life.